# Kikuka Shō
 (mai 2025).
Si vous disposez d'ouvrages ou d'articles de référence ou si vous connaissez des sites web de qualité traitant du thème abordé ici, merci de compléter l'article en donnant les références utiles à sa vérifiabilité et en les liant à la section « Notes et références ».
Groupe 1
Le Kikuka Shō (菊花賞) est une course hippique de plat se déroulant en octobre sur l'hippodrome de Kyoto, au Japon.
Créée en 1938, c'est une course de Groupe 1 réservée aux chevaux de 3 ans, hongres exclus. Elle se dispute sur la distance de 3 000 mètres. Équivalent du  St. Leger, le Satsuki Shō réunit certains des meilleurs 3 ans japonais pour la troisième manche de la Triple Couronne japonaise, après le Satsuki Shō (équivalent des 2000 Guinées) et le Tokyo Yūshun (équivalent du Derby d'Epsom). L'allocation s'élève à ¥ 325 000 000 yens. Si la course est ouverte aux femelles, rares sont celles qui s'y aventurent. Seules deux pouliches sont parvenues à s'y imposer, Kurifuji en 1943 et Brownie en 1947.

## Palmarès depuis 1990
| Année   | Vainqueur          | Père              | Jockey             | Entraîneur         | Propriétaire                   | Deuxième          | Troisième          | Temps   |
| ------- | ------------------ | ----------------- | ------------------ | ------------------ | ------------------------------ | ----------------- | ------------------ | ------- |
| 2024    | Urban Chic         | Suave Richard     | Christophe Lemaire | Ryo Takei          | Silk Racing Co. Ltd            | Redentor          | Admire Terra       | 3'04"10 |
| 2023    | Durezza            | Duramente         | Christophe Lemaire | Tomohito Ozeki     | U Carrot Farm                  | Tastiera          | Sol Oriens         | 3'03"10 |
| 2022[a] | Ask Victor More    | Deep Impact       | Hironobu Tanabe    | Yasuhito Tamura    | Hirosaki Toshihiro HD Co. Ltd. | Boldog Hos        | Justin Palace      | 3'02"40 |
| 2021[a] | Titleholder        | Duramente         | Takeshi Yokoyama   | Toru Kurita        | Hiroshi Yamada                 | Orthoclase        | Divine Love        | 3'04"60 |
| 2020    | Contrail           | Deep Impact       | Yuichi Fukunaga    | Yoshito Yahagi     | Shinji Maeda                   | Aristoteles       | Satono Flag        | 3'05"50 |
| 2019    | World Premiere     | Deep Impact       | Yutaka Take        | Yasuo Tomomichi    | Ryoichi Otsuka                 | Satono Lux        | Velox              | 3'06"00 |
| 2018    | Fierement          | Deep Impact       | Christophe Lemaire | Takahisa Tezuka    | Sunday Racing                  | Etario            | You Can Smile      | 3'06"10 |
| 2017    | Kiseki             | Rulership         | Mirco Demuro       | Katsuhiko Sumii    | Tatsue Ishikawa                | Clincher          | Popocatepetl       | 3'18"90 |
| 2016    | Satono Diamond     | Deep Impact       | Christophe Lemaire | Yasutoshi Ikee     | Hajime Satomi                  | Rainbow Line      | Air Spinel         | 3'03"30 |
| 2015    | Kitasan Black      | Black Tide        | Hiroshi Kitamura   | Hisashi Shimizu    | Ono Shoji                      | Real Steel        | Lia Fail           | 3'03"90 |
| 2014    | Toho Jackal        | Special Week      | Manabu Sakai       | Kiyoshi Tani       | Toho Bussan Co Ltd             | Sounds Of Earth   | Gold Actor         | 3'01"00 |
| 2013    | Epiphaneia         | Symboli Kris S    | Yuichi Fukunaga    | Katsuhiko Sumii    | U Carrot Farm                  | Satono Noblesse   | Bande              | 3'05"20 |
| 2012    | Gold Ship          | Stay Gold         | Hiroyuki Uchida    | Naosuke Sugai      | Eiichi Kobayshi                | Sky Dignity       | Yuki Soldier       | 3'02"90 |
| 2011    | Orfevre            | Stay Gold         | Kenichi Ikezoe     | Yasutoshi Ikee     | Sunday Racing Co. Ltd.         | Win Variation     | Tosen Ra           | 3'02"80 |
| 2010    | Big Week           | Bago              | Yuga Kawada        | Hiroyuki Nagahama  | Yuzo Tanimizu                  | Rose Kingdom      | Beat Black         | 3'06"10 |
| 2009    | Three Rolls        | Dance in The Dark | Suguru Hamanaka    | Kohei Take         | Nagai Shoji Co.                | Forgettable       | Seiun Wonder       | 3'03"50 |
| 2008    | Oken Bruce Lee     | Jungle Pocket     | Hiroyuki Uchida    | Hidetaka Otonashi  | Akira Fukui                    | Flotation         | Namura Crescent    | 3'05"70 |
| 2007    | Asakusa Kings      | White Muzzle      | Hirofumi Shii      | Ryuji Okubo        | Keiko Tahara                   | Al Nasrain        | Roc de Cambes      | 3'05"10 |
| 2006    | Song of Wind       | El Condor Pasa    | Koshiro Take       | Hidekazu Asami     | Shadai Racehorse Co.           | Dream Passport    | Admire Main        | 3'02"70 |
| 2005    | Deep Impact        | Sunday Silence    | Yutaka Take        | Yasuo Ikee         | Kaneko Makoto                  | Admire Japan      | Rosenkreuz         | 3'04"60 |
| 2004    | Delta Blues        | Dance in The Dark | Yasunari Iwata     | Katsuhiko Sumii    | Sunday Racing Co. Ltd.         | Hookipa Wave      | Opera City         | 3'04"80 |
| 2003    | That's The Plenty  | Dance in The Dark | Katsumi Ando       | Kojiro Hashiguchi  | Shadai Racehorse Co.           | Lincoln           | Neo Universe       | 3'04"80 |
| 2002    | Hishi Miracle      | Soccer Boy        | Koichi Tsunoda     | Masaru Sayama      | Masaichiro Abe                 | Fast Tateyama     | Mega Stardom       | 3'05"90 |
| 2001    | Manhattan Cafe     | Sunday Silence    | Masayoshi Ebina    | Futoshi Kojima     | Kiyoshi Nishikawa              | Meiner Despot     | Air Eminem         | 3'07"20 |
| 2000    | Air Shakur         | Sunday Silence    | Yutaka Take        | Hideyuki Mori      | Lucky Field Co Ltd             | Toho Shiden       | Erimo Brian        | 3'04"70 |
| 1999    | Narita Top Road    | Soccer Boy        | Kaoru Watanabe     | Yoshio Oki         | Hidenori Yamaji                | T M Opera O       | Rascal Suzuka      | 3'07"60 |
| 1998    | Seiun Sky          | Sheriff's Star    | Norihiro Yokoyama  | Kazutaka Yasuda    | Masayuki Nishiyama             | Special Week      | Emocion            | 3'03"20 |
| 1997    | Matikanefukukitaru | Crystal Glitters  | Katsumi Minai      | Hisao Nibun        | Masuo Hosokawa                 | Daiwa Oshu        | Mejiro Bright      | 3'07"70 |
| 1996    | Dance in the Dark  | Sunday Silence    | Yutaka Take        | Kojiro Hashiguchi  | Shadai Race Horse              | Royal Touch       | Fusaichi Concorde  | 3'05"10 |
| 1995    | Mayano Top Gun     | Brian's Time      | Seiki Tabara       | Masahiro Sakaguchi | Yu Tadokoro                    | Tokai Palace      | Hokkai Rousseau    | 3'04"40 |
| 1994    | Narita Brian       | Brian's Time      | Katsumi Minai      | Masaaki Okubo      | Hidenori Yamaji                | Yashima Sovereign | Air Dublin         | 3'04"60 |
| 1993    | Biwa Hayahide      | Sharrood          | Yukio Okabe        | Mitsumasa Hamada   | Biwa Co Ltd                    | Stage Champ       | Winning Ticket     | 3'04"70 |
| 1992    | Rice Shower        | Real Shadai       | Hitoshi Matoba     | Yoshiji Iizuka     | Hideo Kuribayashi              | Mihono Bourbon    | Matikanetannhauser | 3'05"00 |
| 1991    | Leo Durban         | Maruzensky        | Yukio Okabe        | Shinji Okuhira     | Ryu Tanaka                     | Ibuki Maikagura   | Fujiyama Kenzan    | 3'09"50 |
| 1990    | Mejiro McQueen     | Mejiro Titan      | Koichi Uchida      | Yasuo Ikee         | Mejiro Farm                    | White Stone       | Mejiro Ryan        | 3'06"20 |

a Les éditions 2021 et 2022 ont été disputées sur l'hippodrome de Hanshin en raison de travaux sur l'hippodrome de Kyoto.

## Vainqueurs précédents
- 1938 - Tetsumon
- 1939 - Marutake
- 1940 - Tetsuzakura
- 1941 - St Lite
- 1942 - Hayatake
- 1943 - Kurifuji
- 1944 - pas de course
- 1945 - pas de course
- 1946 - Azumarai
- 1947 - Browny
- 1948 - Newford
- 1949 - Tosa Midori
- 1950 - High Record
- 1951 - Track O
- 1952 - Saint O
- 1953 - Hakuryo
- 1954 - Dainana Hoshu
- 1955 - Meiji Hikari
- 1956 - Kitano O
- 1957 - Rhapsody
- 1958 - Koma Hikari
- 1959 - Hakukurama
- 1960 - Kitano Oza
- 1961 - Azuma Tenran
- 1962 - Hirokimi
- 1963 - Great Yoruka
- 1964 - Shinzan
- 1965 - Dai Koter
- 1966 - Nasuno Kotobuki
- 1967 - Knit Eight
- 1968 - Asaka O
- 1969 - Akane Tenryu
- 1970 - Date Tenryu
- 1971 - Nihon Pollow Moutiers
- 1972 - Ishino Hikaru
- 1973 - Take Hope
- 1974 - Kitano Kachidoki
- 1975 - Kokusai Prince
- 1976 - Green Grass
- 1977 - Press Toko
- 1978 - Inter Gushiken
- 1979 - Hashi Hermit
- 1980 - North Gust
- 1981 - Minagawa Manna
- 1982 - Horisky
- 1983 - Mr. C.B.
- 1984 - Symboli Rudolf
- 1985 - Miho Shinzan
- 1986 - Mejiro Durren
- 1987 - Sakura Star O
- 1988 - Super Creek
- 1989 - Bamboo Begin